# Bucephala
Bucephala este un gen de rațe scufundătoare din emisfera nordică.

## Taxonomie
Genul Bucephala a fost introdus în 1858 de naturalistul american Spencer Baird, specia tip fiind rață sunătoare americană. Denumirea genului provine din greaca veche boukephalos, care înseamnă „cu cap de taur”, de la bous, „taur” și kephale, „cap”, o referire la mărimea capului său.

## Specii
Cele trei specii existente sunt:
| Mascul | Femelă | Denumire științifică | Nume comun               | Distribuție                              |
| ------ | ------ | -------------------- | ------------------------ | ---------------------------------------- |
|        |        | Bucephala clangula   | Rață sunătoare           | răspândită în America de Nord și Eurasia |
|        |        | Bucephala islandica  | Rață sunătoare islandeză | America de Nord și Islanda               |
|        |        | Bucephala albeola    | Rață sunătoare americană | America de Nord la sud de Mexic          |

Taxonii fosili cunoscuți sunt:
- Bucephala cereti (Sajóvölgyi Miocenul mijlociu din Mátraszõlõs, Ungaria - Pliocenul târziu din Chilhac, Franța)
- Bucephala ossivalis Miocenul târziu/Pliocenul timpuriu din Bone Valley, Statele Unite), care era foarte asemănătoare cu rața sunătoare și care ar fi putut fi chiar o paleosubspecie sau un strămoș direct
- Bucephala fossilis (Pliocenul târziu din California, Statele Unite)
- Bucephala angustipes (Pleistocenul timpuriu din Europa Centrală)
- Bucephala sp. (Pleistocenul timpuriu din Dursunlu, Turcia: Louchart et al. 1998)